# Anfiteatro romano di Siracusa
(Jean Hoüel)
L'Anfiteatro romano di Siracusa è una delle realizzazioni edilizie più rappresentative della prima età imperiale romana.

## Caratteristiche
Si trova nella zona archeologica, che comprende il Teatro greco e l'ara di Ierone II; il suo orientamento diverge da quello degli edifici della Neapolis e del teatro e segue probabilmente quello dell'impianto urbanistico realizzato in età tardoclassica e noto dalla strada scoperta nell'area del santuario demetriaco di piazza della Vittoria in Acradina. All'anfiteatro giungeva l'asse viario che dal quartiere di Acradina raggiungeva la Neapolis, strada che entrava alla Neapolis attraverso un arco trionfale di epoca augustea, secondo Gentili, che lo avvicina all'arco di Susa(vedi Arco augusteo di Siracusa). Dell'arco siracusano restano solo le fondazioni e i primi filari dei piloni. Tra l'arco e l'anfiteatro vi era una fontana monumentale, alimentata da una grande cisterna, sinora non identificata, mentre la grande cisterna tuttora conservata sotto la vicina chiesa di San Nicola alimentava l'anfiteatro stesso.
È in gran parte scavato nella roccia e per la costruzione della parte nord orientale si è sfruttato il pendio della balza rocciosa la medesima nella quale, a breve distanza, erano state ricavate la cavea del teatro greco e le grandi latomie dette del Paradiso, di S. Venera e dell'Intagliatella. Quasi nulla resta invece della parte superiore, costruita.
L'anfiteatro, riportato alla luce nel 1839 da duca di Serradifalco - ha dimensioni monumentali: sembra si possa valutare lungo m 140 e largo m 119).
Il monumento ha due ingressi ed è servito da un articolato sistema di scale che scendono dalla quota superiore posta all'esterno. L'arena era dotata, al centro, di un ampio vano rettangolare, originariamente coperto, collegato attraverso un passaggio sotterraneo con l'estremità meridionale del monumento, sull'asse del corridoio di ingresso: si tratta di opere sotterranee necessarie per i macchinari utilizzati durante gli spettacoli. Intorno all'arena la cavea è distinta da un alto podio, dietro il quale corre un corridoio coperto con varchi per l'accesso all'arena dei gladiatori e delle belve. Al di sopra sono ricavati i primi gradini, riservati a personaggi di rango. Le iscrizioni incise sui blocchi del parapetto.
A quote più alte vi sono altri due ambulacri coperti a volta (che si svolgono sotto la cavea), mentre un terzo ambulacro si svolgeva a coronamento del monumento, ed era provvisto di un portico forse colonnato.

Dagli ambulacri anulari una serie di passaggi radiali consentiva l'accesso alle gradinate dei vari settori della cavea.
Dall'anfiteatro inoltre provengono quattro frammenti in calcare pertinenti ad una grande iscrizione monumentale che secondo Gentili doveva, verosimilmente, coronare l'ingresso maggiore a sud. Secondo Lugli risalirebbe all'età augustea o al periodo giulioclaudio  (metà del I sec. d.C.) secondo Golvin.

### Testimonianze scritte sull'Anfiteatro

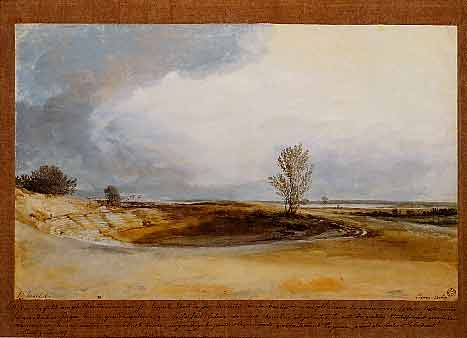
Anfiteatro romano di Siracusa, Houel

L'Anfieatro siracusano è stato descritto da diverse personalità; l'architetto francese Jean-Pierre Houël così lo descrisse:
(Jean Hoüel, Voyage pittoresque des isles de Sicile, de Malta et de Lipari (1782 - 1787))
Lo stesso Hoüel durante la sua visita vide il monumento ricoperto di lattuga. Per poter eseguire delle misure effettuerà degli scavi a sue spese da cui ne ricaverà preziose informazioni.
Il giornalista Gustavo Chiesi invece lo descriveva così ai primi del novecento: